# Кханом мо каєнг
Кханом мо каєнг (тай. ขนมหม้อแกง) — традиційний тайський десерт, схожий на яєчний заварний крем чи різновид флангу. Для приготування Кханом мо каєн використовують борошно, кокосове молоко, яйця (курині або качині), пальмовий цукор, цибулю шалот та трохи олії. Існують різні варіанти вище вказаної страви. Зазвичай використовують крохмаль — тарос, але іноді використовують лущену квасолю, насіння лотоса, солодку картоплю та інші крохмалі.

## Історія
Марія Гуйомар де Пінья — королева тайських десертів періоду Аюттхая. Вона створила безліч десертів, деякі з яких зазнали впливу португальської кухні, такі як каррі-слойки, кханом мо каєнг, тонг муан, тонг йот, тонг їп, фой тонг і ханом фінг. Ці десерти були подаровані королю Нараю та принцесі Судаваді, яка була дочкою короля Нарая. Кханом мо каєнг подавався королю Нараю в горщику, який виготовлявся з латуні.